# Bürgerdialog
Mit einem Bürgerdialog, (en) Citizens' Dialogue, werden verschiedenste Gespräche mit Bürgern bezeichnet, die die verschiedensten öffentlichen und privaten Institutionen veranstalten – in den Kommunen, Städten, Regionen, Ländern, auf Bundesebene, in der EU.

## EU
Auch Institutionen der EU-Kommission führen „Bürgerdialoge“, die als „Bürgerversammlungen“ an diversen Orten stattfinden, meistens in Hauptstädten der Länder in Vertretungen der EU-Kommission, oder auch online.
Anlässlich der Europawahl 2019 beobachtete euractiv ein paar der „Bürgerdialoge“ in Frankreich von, gemäß EU-Kommission „fast 1000 solcher interaktiven öffentlichen Debatten“ EU-weit:

„Die Kommission sendet häufig einen ihrer 28 Kommissare aus, um das gute Wort über die Vorteile der EU zu predigen und auf die Kritik der europäischen Bürger zu reagieren, dass die Elite zu weit von ihren Sorgen entfernt ist. In der Praxis entsprechen diese Debatten jedoch eher der Kommunikationsstrategie der Kommission als einer eingehenden Diskussion mit den Bürgern.“